# 本渓駅
本渓駅（ほんけい-えき）は中華人民共和国遼寧省本渓市平山区にある、中国鉄路総公司（CR）瀋丹線の駅。瀋陽鉄道局所属の一等駅に設定されている。

## 乗り入れ路線
瀋丹線・遼渓線・渓田線・威寧線・瀋丹旅客専用線の5路線が乗り入れる。

## 駅周辺
- 環球購物中心
- 本渓市図書館
- 本渓市公安局
- 本渓広播電視大学
- 本渓市統計局
- 本渓市財政局
- 望渓公園
- 本渓市人民政府
- 本鋼体育場

## 歴史
- 1907年 - 開業。
- 時期不明-宮原駅から改称。

## 隣の駅
中国国鉄
瀋丹線
本渓湖駅 - 本渓駅 - 福金駅
遼渓線
北台駅 - 本渓駅
渓田線
本渓駅 - 牛心台駅
威寧線
威寧駅 - 本渓駅
瀋丹都市間鉄道
本渓新城駅 - 本渓駅 - 南芬北